# About Face (album)
About Face è il secondo album in studio del cantante britannico David Gilmour, pubblicato il 5 marzo 1984 dalla Harvest/EMI in Europa e dalla Columbia/Sony nel resto del mondo.

## Descrizione
Il disco, prodotto da Gilmour stesso e da Bob Ezrin è stato registrato in Francia e mixato negli studi di Londra. Numerosi gli artisti che hanno lavorato con Gilmour: tra i nomi più prestigiosi Pete Townshend degli Who, Jon Lord dei Deep Purple e Roy Harper (voce in Have a Cigar dei Pink Floyd).
Presumibilmente, molte canzoni di About Face sono state composte quando Roger Waters ha iniziato la produzione di The Final Cut (ultimo album dei Pink Floyd in cui compare il bassista). Waters stesso ha dichiarato di aver respinto più volte le richieste di Gilmour a cui serviva tempo per lavorare al materiale per The Final Cut, escludendolo poi dai crediti di quest'ultimo. Ed è proprio in questo periodo che nascono canzoni come Murder, Out of the Blue, Near the End, e le musiche di Love on the Air e All Lovers are Deranged.
Contrariamente allo stile dei Pink Floyd, all'uscita dell'album Gilmour concesse interviste a valanga e apparve anche su MTV cercando di spingere i suoi video. Dopo un tour in Europa e negli Stati Uniti d'America non da tutto esaurito e parecchie date annullate, Gilmour si convinse che non era ancora il momento di provare la carriera solista, motivo in più per rivitalizzare qualche anno dopo i Pink Floyd. Del brano Blue Light venne diffuso un video promozionale.

## Tracce
Testi e musiche di David Gilmour, eccetto dove indicato.
Lato A
1. Until We Sleep – 5:15
2. Murder – 4:59
3. Love on the Air (Gilmour, Pete Townshend) – 4:19
4. Blue Light – 4:35
5. Out of the Blue – 3:35

Lato B
1. All Lovers Are Deranged (Gilmour, Pete Townshend) – 3:14
2. You Know I'm Right – 5:06
3. Cruise – 4:40
4. Let's Get Metaphysical – 4:09
5. Near the End – 5:36

## Formazione
Musicisti
- David Gilmour – chitarra, voce solista
- Jeff Porcaro – batteria e percussioni
- Pino Palladino – basso
- Ian Kewley – organo Hammond e pianoforte
- Steve Winwood – organo Hammond in Blue Light, piano in Love On the Air
- Anne Dudley – sintetizzatore
- Bob Ezrin – tastiera, arrangiamenti orchestrazioni
- Louis Jardine, Ray Cooper – percussioni
- Jon Lord – sintetizzatore in Until We Sleep
- The Kick Horns – ottoni
- Vicki Brown, Sam Brown, Mickey Feat, Roy Harper – cori
- National Philharmonic Orchestra
- Michael Kamen – arrangiamenti strumenti ad arco

Produzione
- Bob Ezrin, David Gilmour – produzione
- Andrew Jackson, Kit Woolven – ingegneria del suono
- James Guthrie – missaggio
- Eric Tomlinson – pegistrazione orchestrazioni
- Doug Sax, Mike Reese – mastering
- Storm Thorgerson (con lo pseudonimo "STd") – Grafica